# Keith Whitehead
Keith Dixon Whitehead (Sydney, 9 settembre 1931 – 9 giugno 1980) è stato un pallanuotista australiano.
Ha partecipato, come membro dell'Australia, alle Olimpiadi di Melbourne 1956 e di Roma 1960, partecipando al torneo di pallanuoto.